# Golbol nos Jogos Paralímpicos de Verão de 2012 - Feminino
O torneio feminino de golbol nos Jogos Paralímpicos de Verão de 2012 estão sendo disputadas entre os dias 30 de agosto e 7 de setembro na Caixa de Cobre, em Londres.
As dez equipes foram divididas em 2 grupos de 5 equipes cada. As equipes se enfrentam dentro de seus grupos uma única vez. Os 4 primeiros de cada grupo avançam à fase eliminatória.

## Medalhistas
|  | JPN Japão                                                                        |  | CHN China                                                        |  | SWE Suécia                                                                                         |
|  | Masae Komiya Rie Urata Akane Nakashima Eio Kakehata Haruka Wakasugi Akiko Adachi |  | Ruixue Wang Fengqing Chen Shan Li Shasha Wang Feifei Fan Zhen Ju |  | Viktoria Andersson Sofia Naesström Anna Dahlberg Malin Gustavsson Maria Wåglund Josefine Jälmestål |

## Qualificação
| Competição                                           | Data                        | Sede                    | Vagas | Classificados                           |
| ---------------------------------------------------- | --------------------------- | ----------------------- | ----- | --------------------------------------- |
| País-sede                                            |                             |                         | 1     | GBR Grã-Bretanha                        |
| Campeonato Mundial IBSA de golbol de 2010            | 18 – 25 de junho de 2010    | Sheffield, Grã-Bretanha | 3     | CHN China USA Estados Unidos SWE Suécia |
| Jogos Para-Asiáticos de 2010                         | 12 – 19 de dezembro de 2010 | Guangzhou, China        | 1     | JPN Japão                               |
| Torneio Pré-Paralímpico de golbol de 2011            | 1–11 de abril de 2011       | Antalya, Turquia        | 2     | CAN Canadá FIN Finlândia                |
| Campeonato Europeu de golbol de 2011                 | 17 – 23 October 2011        | Assens, Denmark         | 1     | DEN Dinamarca                           |
| Campeonato Regional África/Oceania de golbol de 2011 | 14 – 18 de novembro de 2011 | Sydney, Australia       | 1     | AUS Austrália                           |
| Jogos Parapan-Americanos de 2011                     | 12 – 20 de novembro de 2011 | Guadalajara, México     | 1     | BRA Brasil                              |
| Total                                                |                             |                         | 10    |                                         |

## Primeira fase
Todos as partidas seguem o horário de Londres (UTC+1).

### Grupo C
| Equipe           | P  | J | V | E | D | GP | GC | SG  |
| ---------------- | -- | - | - | - | - | -- | -- | --- |
| CHN China        | 12 | 4 | 4 | 0 | 0 | 28 | 4  | +24 |
| GBR Grã-Bretanha | 7  | 4 | 2 | 1 | 1 | 10 | 9  | +1  |
| BRA Brasil       | 6  | 4 | 2 | 0 | 2 | 8  | 15 | -7  |
| FIN Finlândia    | 4  | 4 | 1 | 1 | 2 | 10 | 13 | -3  |
| DEN Dinamarca    | 0  | 4 | 0 | 0 | 4 | 3  | 18 | -15 |

|  | Classificados às quartas de final |
|  | Eliminadas                        |

| 30 de agosto de 2012 18:30 Relatório | China CHN                                      | 7 - 1   | GBR Grã-Bretanha | Caixa de Cobre, Londres Árbitros: FIN Janne Ahokas CAN Dawna Christy |
| 30 de agosto de 2012 18:30 Relatório | Gols: R Wang 2 Chen 2 Lin 1 Pênaltis: R Wang 2 | (2 – 0) | Gols: Sharkey 1  | Caixa de Cobre, Londres Árbitros: FIN Janne Ahokas CAN Dawna Christy |
| 30 de agosto de 2012 18:30 Relatório |                                                |         |                  | Caixa de Cobre, Londres Árbitros: FIN Janne Ahokas CAN Dawna Christy |

| 30 de agosto de 2012 19:45 Relatório | Dinamarca DEN | 0 - 2   | BRA Brasil                        | Caixa de Cobre, Londres Árbitros: IRI Hooshang Shariati LTU Vilma Venckutonyte |
| 30 de agosto de 2012 19:45 Relatório |               | (0 – 1) | Gols: Márcia 1 Pênaltis: Márcia 1 | Caixa de Cobre, Londres Árbitros: IRI Hooshang Shariati LTU Vilma Venckutonyte |
| 30 de agosto de 2012 19:45 Relatório |               |         |                                   | Caixa de Cobre, Londres Árbitros: IRI Hooshang Shariati LTU Vilma Venckutonyte |

| 31 de agosto de 2012 15:00 Relatório | Finlândia FIN    | 1 - 1   | GBR Grã-Bretanha | Caixa de Cobre, Londres Árbitros: DEN Morten Hammershoi USA Ali Aldarsony |
| 31 de agosto de 2012 15:00 Relatório | Gols: Leppanen 1 | (1 - 0) | Pênaltis: Luke 1 | Caixa de Cobre, Londres Árbitros: DEN Morten Hammershoi USA Ali Aldarsony |
| 31 de agosto de 2012 15:00 Relatório |                  |         |                  | Caixa de Cobre, Londres Árbitros: DEN Morten Hammershoi USA Ali Aldarsony |

| 31 de agosto de 2012 16:15 Relatório | Brasil BRA | 0 - 8   | CHN China                        | Caixa de Cobre, Londres Árbitros: FIN Juha Vuokila GBR Dina Murdie |
| 31 de agosto de 2012 16:15 Relatório |            | (0 - 6) | Gols: Chen 1 Lin 1 S Wang 5 Ju 1 | Caixa de Cobre, Londres Árbitros: FIN Juha Vuokila GBR Dina Murdie |
| 31 de agosto de 2012 16:15 Relatório |            |         |                                  | Caixa de Cobre, Londres Árbitros: FIN Juha Vuokila GBR Dina Murdie |

| 1 de setembro de 2012 21:00 Relatório | Dinamarca DEN     | 2 - 3   | FIN Finlândia                 | Caixa de Cobre, Londres Árbitros: GER Cristl Daentler USA Tony Connoly |
| 1 de setembro de 2012 21:00 Relatório | Gols: Jorgensen 2 | (2 - 3) | Gols: Leppanenn 2 Heikkinen 1 | Caixa de Cobre, Londres Árbitros: GER Cristl Daentler USA Tony Connoly |
| 1 de setembro de 2012 21:00 Relatório |                   |         |                               | Caixa de Cobre, Londres Árbitros: GER Cristl Daentler USA Tony Connoly |

| 2 de setembro de 2012 09:00 Relatório | Grã-Bretanha GBR       | 3 - 1   | BRA Brasil     | Caixa de Cobre, Londres Árbitros: USA Ali Aldarsony DEN Morten Hammershoi |
| 2 de setembro de 2012 09:00 Relatório | Gols: Sharkey 2 Luke 1 | (2 - 1) | Gols: Gleyse 1 | Caixa de Cobre, Londres Árbitros: USA Ali Aldarsony DEN Morten Hammershoi |
| 2 de setembro de 2012 09:00 Relatório |                        |         |                | Caixa de Cobre, Londres Árbitros: USA Ali Aldarsony DEN Morten Hammershoi |

| 3 de setembro de 2012 13:45 Relatório | China CHN                                     | 8 - 1   | DEN Dinamarca     | Caixa de Cobre, Londres Árbitros: USA Tony Connoly USA Ali Aldarsony |
| 3 de setembro de 2012 13:45 Relatório | Gols: Chen 4 S Wang 2 Ju 1 Pênaltis: S Wang 1 | (3 - 0) | Gols: Jorgensen 1 | Caixa de Cobre, Londres Árbitros: USA Tony Connoly USA Ali Aldarsony |
| 3 de setembro de 2012 13:45 Relatório |                                               |         |                   | Caixa de Cobre, Londres Árbitros: USA Tony Connoly USA Ali Aldarsony |

| 3 de setembro de 2012 15:00 Relatório | Brasil BRA                                               | 5 - 4   | FIN Finlândia                                      | Caixa de Cobre, Londres Árbitros: GER Christl Daentler DEN Morten Hammershoi |
| 3 de setembro de 2012 15:00 Relatório | Gols: Neusimar 1 Pênaltis: Neusimar 1 Márcia 1 Cláudia 1 | (2 - 1) | Gols: Heikkinen 2 Pênaltis: Leppanen 1 Heikkinen 1 | Caixa de Cobre, Londres Árbitros: GER Christl Daentler DEN Morten Hammershoi |
| 3 de setembro de 2012 15:00 Relatório |                                                          |         |                                                    | Caixa de Cobre, Londres Árbitros: GER Christl Daentler DEN Morten Hammershoi |

| 4 de setembro de 2012 09:00 Relatório | Grã-Bretanha GBR                           | 5 - 0   | DEN Dinamarca | Caixa de Cobre, Londres Árbitros: USA Kimberly Anderson JPN Shinji Mizuno |
| 4 de setembro de 2012 09:00 Relatório | Gols: Sharkey 3 Luke 1 Pênaltis: Ottaway 1 | (1 - 0) |               | Caixa de Cobre, Londres Árbitros: USA Kimberly Anderson JPN Shinji Mizuno |
| 4 de setembro de 2012 09:00 Relatório |                                            |         |               | Caixa de Cobre, Londres Árbitros: USA Kimberly Anderson JPN Shinji Mizuno |

| 4 de setembro de 2012 10:15 Relatório | Finlândia FIN                 | 2 - 5   | CHN China                                         | Caixa de Cobre, Londres Árbitros: TUR Bulent Kimyon CAN Launel Scott |
| 4 de setembro de 2012 10:15 Relatório | Gols: Somerkivi 1 Heikkinen 1 | (1 - 3) | Gols: R Wang 3 Fengqing Zhen 1 Pênaltis: R Wang 1 | Caixa de Cobre, Londres Árbitros: TUR Bulent Kimyon CAN Launel Scott |
| 4 de setembro de 2012 10:15 Relatório |                               |         |                                                   | Caixa de Cobre, Londres Árbitros: TUR Bulent Kimyon CAN Launel Scott |

### Grupo D
| Equipe             | P | J | V | E | D | GP | GC | SG  |
| ------------------ | - | - | - | - | - | -- | -- | --- |
| CAN Canadá         | 9 | 4 | 3 | 0 | 1 | 6  | 3  | +3  |
| JPN Japão          | 7 | 4 | 2 | 1 | 1 | 5  | 3  | +2  |
| SWE Suécia         | 7 | 4 | 2 | 1 | 1 | 11 | 11 | 0   |
| USA Estados Unidos | 6 | 4 | 2 | 0 | 2 | 9  | 4  | +5  |
| AUS Austrália      | 0 | 4 | 0 | 0 | 4 | 7  | 17 | -10 |

|  | Classificados às quartas de final |
|  | Eliminadas                        |

| 30 de agosto de 2012 21:00 Relatório | Estados Unidos USA                                              | 5 - 1   | SWE Suécia        | Caixa de Cobre, Londres Árbitros: EGY Yasser Omar AUS Warrick Jackes |
| 30 de agosto de 2012 21:00 Relatório | Gols: Armbruster 1 Miller 1 Pênaltis: Armbruster 2 Czechowski 1 | (4 – 0) | Gols: Jälmestål 1 | Caixa de Cobre, Londres Árbitros: EGY Yasser Omar AUS Warrick Jackes |
| 30 de agosto de 2012 21:00 Relatório |                                                                 |         |                   | Caixa de Cobre, Londres Árbitros: EGY Yasser Omar AUS Warrick Jackes |

| 31 de agosto de 2012 09:00 Relatório | Austrália AUS   | 1 - 3   | JPN Japão               | Caixa de Cobre, Londres Árbitros: IRI Hooshang Shariati EGY Yasser Omar |
| 31 de agosto de 2012 09:00 Relatório | Gols: Esdaile 1 | (0 - 1) | Gols: Komiya 1 Adachi 2 | Caixa de Cobre, Londres Árbitros: IRI Hooshang Shariati EGY Yasser Omar |
| 31 de agosto de 2012 09:00 Relatório |                 |         |                         | Caixa de Cobre, Londres Árbitros: IRI Hooshang Shariati EGY Yasser Omar |

| 1 de setembro de 2012 13:45 Relatório | Canadá CAN       | 1 - 2   | SWE Suécia         | Caixa de Cobre, Londres Árbitros: TUR Bulent Kimyon GER Thomas Baerz |
| 1 de setembro de 2012 13:45 Relatório | Gols: Kneebone 1 | (1 - 1) | Gols: Gustavsson 2 | Caixa de Cobre, Londres Árbitros: TUR Bulent Kimyon GER Thomas Baerz |
| 1 de setembro de 2012 13:45 Relatório |                  |         |                    | Caixa de Cobre, Londres Árbitros: TUR Bulent Kimyon GER Thomas Baerz |

| 1 de setembro de 2012 15:00 Relatório | Japão JPN                         | 2 - 1   | USA Estados Unidos     | Caixa de Cobre, Londres Árbitros: BRA Carla da Matta CAN Launel Scott |
| 1 de setembro de 2012 15:00 Relatório | Gols: Adachi 1 Pênaltis: Komiya 1 | (1 - 1) | Pênaltis: Armbruster 1 | Caixa de Cobre, Londres Árbitros: BRA Carla da Matta CAN Launel Scott |
| 1 de setembro de 2012 15:00 Relatório |                                   |         |                        | Caixa de Cobre, Londres Árbitros: BRA Carla da Matta CAN Launel Scott |

| 2 de setembro de 2012 10:15 Relatório | Austrália AUS           | 1 - 3   | CAN Canadá               | Caixa de Cobre, Londres Árbitros: FIN Juha Vuokila GBR Dina Murdier |
| 2 de setembro de 2012 10:15 Relatório | Pênaltis: Christensen 1 | (1 - 1) | Gols: Kneebone 2 Morin 1 | Caixa de Cobre, Londres Árbitros: FIN Juha Vuokila GBR Dina Murdier |
| 2 de setembro de 2012 10:15 Relatório |                         |         |                          | Caixa de Cobre, Londres Árbitros: FIN Juha Vuokila GBR Dina Murdier |

| 2 de setembro de 2012 11:30 Relatório | Suécia SWE | 0 - 0 | JPN Japão | Caixa de Cobre, Londres Árbitros: USA Tony Connoly GBR Christl Daentler |
| 2 de setembro de 2012 11:30 Relatório | (0 - 0)    |       |           | Caixa de Cobre, Londres Árbitros: USA Tony Connoly GBR Christl Daentler |
| 2 de setembro de 2012 11:30 Relatório |            |       |           | Caixa de Cobre, Londres Árbitros: USA Tony Connoly GBR Christl Daentler |

| 3 de setembro de 2012 18:30 Relatório | Estados Unidos USA                        | 3 - 0   | AUS Austrália | Caixa de Cobre, Londres Árbitros: GER Thomas Baerz TUR Bulent Kimyon |
| 3 de setembro de 2012 18:30 Relatório | Gols: Armbruster 2 Pênaltis: Armbruster 1 | (1 - 0) |               | Caixa de Cobre, Londres Árbitros: GER Thomas Baerz TUR Bulent Kimyon |
| 3 de setembro de 2012 18:30 Relatório |                                           |         |               | Caixa de Cobre, Londres Árbitros: GER Thomas Baerz TUR Bulent Kimyon |

| 3 de setembro de 2012 19:45 Relatório | Japão JPN | 0 - 1   | CAN Canadá           | Caixa de Cobre, Londres Árbitros: BRA Carla da Matta USA Kimberly Anderson |
| 3 de setembro de 2012 19:45 Relatório |           | (0 - 0) | Pênaltis: Kneebone 1 | Caixa de Cobre, Londres Árbitros: BRA Carla da Matta USA Kimberly Anderson |
| 3 de setembro de 2012 19:45 Relatório |           |         |                      | Caixa de Cobre, Londres Árbitros: BRA Carla da Matta USA Kimberly Anderson |

| 4 de setembro de 2012 12:30 Relatório | Suécia SWE                     | 8 - 5   | AUS Austrália                                         | Caixa de Cobre, Londres Árbitros: IRI Hooshang Shariati FIN Janne Ahokas |
| 4 de setembro de 2012 12:30 Relatório | Gols: Naesström 2 Gustavsson 4 | (6 - 3) | Gols: Esdaile 3 Christensen 1 Pênaltis: Christensen 1 | Caixa de Cobre, Londres Árbitros: IRI Hooshang Shariati FIN Janne Ahokas |
| 4 de setembro de 2012 12:30 Relatório |                                |         |                                                       | Caixa de Cobre, Londres Árbitros: IRI Hooshang Shariati FIN Janne Ahokas |

| 4 de setembro de 2012 13:30 Relatório | Canadá CAN    | 1 - 0   | USA Estados Unidos | Caixa de Cobre, Londres Árbitros: AUS Warrick James LTU Vilma Venckutonyte |
| 4 de setembro de 2012 13:30 Relatório | Gols: Morin 1 | (0 - 0) |                    | Caixa de Cobre, Londres Árbitros: AUS Warrick James LTU Vilma Venckutonyte |
| 4 de setembro de 2012 13:30 Relatório |               |         |                    | Caixa de Cobre, Londres Árbitros: AUS Warrick James LTU Vilma Venckutonyte |

## Fase eliminatória
|  | Quartas de final | Quartas de final   | Quartas de final |           |               | Semifinais | Semifinais          | Semifinais          |                     |  | Final | Final      | Final |
|  |                  |                    |                  |           |               |            |                     |                     |                     |  |       |            |       |
|  | C1               | CAN Canadá         | 5                |           |               |            |                     |                     |                     |  |       |            |       |
|  | D4               | USA Estados Unidos | 0                |           |               |            |                     |                     |                     |  |       |            |       |
|  | D4               | USA Estados Unidos | 0                |           | C1            | CHN China  | 4                   |                     |                     |  |       |            |       |
|  |                  |                    |                  |           | C1            | CHN China  | 4                   |                     |                     |  |       |            |       |
|  |                  | C4                 | FIN Finlândia    | 1         |               |            |                     |                     |                     |  |       |            |       |
|  | C4               | C4                 | FIN Finlândia    | 1         | FIN Finlândia | 2          |                     |                     |                     |  |       |            |       |
|  | C4               |                    |                  |           | FIN Finlândia | 2          |                     |                     |                     |  |       |            |       |
|  | D1               | CAN Canadá         | 1                |           |               |            |                     |                     |                     |  |       |            |       |
|  |                  |                    |                  |           |               |            |                     |                     |                     |  | C1    | CHN China  | 0     |
|  |                  |                    | D2               | JPN Japão | 1             |            |                     |                     |                     |  |       |            |       |
|  | D3               | SWE Suécia         | 2                |           |               |            |                     |                     |                     |  |       |            |       |
|  | C2               | GBR Grã-Bretanha   | 1                |           |               |            |                     |                     |                     |  |       |            |       |
|  | C2               | GBR Grã-Bretanha   | 1                |           | D3            | SWE Suécia | 3                   |                     |                     |  |       |            |       |
|  |                  |                    |                  |           | D3            | SWE Suécia | 3                   |                     |                     |  |       |            |       |
|  |                  | D2                 | JPN Japão        | 4         |               |            | Disputa pelo bronze | Disputa pelo bronze | Disputa pelo bronze |  |       |            |       |
|  | D2               | JPN Japão          | 2                |           |               |            | C4                  | FIN Finlândia       | 1                   |  |       |            |       |
|  | C3               | BRA Brasil         | 0                |           |               |            |                     |                     |                     |  | D3    | SWE Suécia | 5     |

### Quartas de final
| 5 de setembro de 2012 09:00 Relatório | China CHN                   | 5 - 0   | USA Estados Unidos | Caixa de Cobre, Londres Árbitros: CAN Dawna Christy FIN Juha Vuokila |
| 5 de setembro de 2012 09:00 Relatório | Gols: Chen 2 Lin 1 S Wang 2 | (2 - 0) |                    | Caixa de Cobre, Londres Árbitros: CAN Dawna Christy FIN Juha Vuokila |
| 5 de setembro de 2012 09:00 Relatório |                             |         |                    | Caixa de Cobre, Londres Árbitros: CAN Dawna Christy FIN Juha Vuokila |

| 5 de setembro de 2012 10:30 Relatório | Japão JPN                         | 2 - 0   | BRA Brasil | Caixa de Cobre, Londres Árbitros: LTU Vilma Venckutonyte DEN Morten Hammershoi |
| 5 de setembro de 2012 10:30 Relatório | Gols: Komiya 1 Pênaltis: Adachi 1 | (1 - 0) |            | Caixa de Cobre, Londres Árbitros: LTU Vilma Venckutonyte DEN Morten Hammershoi |
| 5 de setembro de 2012 10:30 Relatório |                                   |         |            | Caixa de Cobre, Londres Árbitros: LTU Vilma Venckutonyte DEN Morten Hammershoi |

| 5 de setembro de 2012 12:45 Relatório | Grã-Bretanha GBR | 1 - 2   | SWE Suécia               | Caixa de Cobre, Londres Árbitros: BRA Carla da Matta GER Thomas Baerz |
| 5 de setembro de 2012 12:45 Relatório | Gols: Sharkey 1  | (0 - 0) | Gols: Malin Gustavsson 1 | Caixa de Cobre, Londres Árbitros: BRA Carla da Matta GER Thomas Baerz |
| 5 de setembro de 2012 12:45 Relatório |                  |         |                          | Caixa de Cobre, Londres Árbitros: BRA Carla da Matta GER Thomas Baerz |

| 5 de setembro de 2012 14:15 Relatório | Canadá CAN     | 1 - 2   | FIN Finlândia     | Caixa de Cobre, Londres Árbitros: USA Kimberly Anderson TUR Bulent Kimyon |
| 5 de setembro de 2012 14:15 Relatório | Gols: Bogart 1 | (0 - 0) | Gols: Heikkinen 2 | Caixa de Cobre, Londres Árbitros: USA Kimberly Anderson TUR Bulent Kimyon |
| 5 de setembro de 2012 14:15 Relatório |                |         |                   | Caixa de Cobre, Londres Árbitros: USA Kimberly Anderson TUR Bulent Kimyon |

### Semifinais
| 6 de setembro de 2012 13:30 Relatório | China CHN                   | 4 - 1   | FIN Finlândia     | Caixa de Cobre, Londres Árbitros: CAN Dawna Christy BRA Carla da Matta |
| 6 de setembro de 2012 13:30 Relatório | Gols: Chen 2 Lin 1 S Wang 1 | (1 - 1) | Gols: Heikkinen 1 | Caixa de Cobre, Londres Árbitros: CAN Dawna Christy BRA Carla da Matta |
| 6 de setembro de 2012 13:30 Relatório |                             |         |                   | Caixa de Cobre, Londres Árbitros: CAN Dawna Christy BRA Carla da Matta |

| 6 de setembro de 2012 15:00 Relatório | Suécia SWE                                      | 3 - 4 (Pro) | JPN Japão                                  | Caixa de Cobre, Londres Árbitros: GBR Dina Murdie CAN Launel Scott |
| 6 de setembro de 2012 15:00 Relatório | Gols: Jälmestål 1 Extra: Gustavsson 1 Wåglund 1 | (0 - 0)     | Pênaltis: Adachi 1 Extra: Komiya 2 Urata 1 | Caixa de Cobre, Londres Árbitros: GBR Dina Murdie CAN Launel Scott |
| 6 de setembro de 2012 15:00 Relatório |                                                 |             |                                            | Caixa de Cobre, Londres Árbitros: GBR Dina Murdie CAN Launel Scott |
| 6 de setembro de 2012 15:00 Relatório | 2T: 1 - 1 Pro: 2 - 3                            |             |                                            | Caixa de Cobre, Londres Árbitros: GBR Dina Murdie CAN Launel Scott |

### Disputa pelo bronze
| 7 de setembro de 2012 13:30 Relatório | Finlândia FIN     | 1 - 5   | SWE Suécia                                                 | Caixa de Cobre, Londres Árbitros: BRA Carla da Matta USA Kimberly Anderson |
| 7 de setembro de 2012 13:30 Relatório | Gols: Heikkinen 1 | (0 - 1) | Gols: Naesström 2 Jalmestal 1 Pênaltis: Malin Gustavsson 2 | Caixa de Cobre, Londres Árbitros: BRA Carla da Matta USA Kimberly Anderson |
| 7 de setembro de 2012 13:30 Relatório |                   |         |                                                            | Caixa de Cobre, Londres Árbitros: BRA Carla da Matta USA Kimberly Anderson |

### Final
| 7 de setembro de 2012 15:00 Relatório | China CHN | 0 - 1   | JPN Japão      | Caixa de Cobre, Londres Árbitros: CAN Dawna Christy GBR Dina Murdie |
| 7 de setembro de 2012 15:00 Relatório |           | (0 - 1) | Gols: Adachi 1 | Caixa de Cobre, Londres Árbitros: CAN Dawna Christy GBR Dina Murdie |
| 7 de setembro de 2012 15:00 Relatório |           |         |                | Caixa de Cobre, Londres Árbitros: CAN Dawna Christy GBR Dina Murdie |

## Classificação final
| Pos.   | País               |
| ------ | ------------------ |
| Ouro   | JPN Japão          |
| Prata  | CHN China          |
| Bronze | SWE Suécia         |
| 4      | FIN Finlândia      |
| 5      | CAN Canadá         |
| 6      | GBR Grã-Bretanha   |
| 7      | BRA Brasil         |
| 8      | USA Estados Unidos |
| 9      | AUS Austrália      |
| 10     | DEN Dinamarca      |